# Passiflora fuchsiiflora
Passiflora fuchsiiflora là một loài thực vật có hoa trong họ Lạc tiên. Loài này được Hemsl. mô tả khoa học đầu tiên năm 1899.